# The Voca People
The Voca People es un grupo musical y teatral israelí de relieve internacional, que combina canto a capela y beatboxing que, sin el acompañamiento de instrumentos musicales, reproduce los sonidos de una orquesta.

## Historia
Su campaña de marketing los caracterizó como seres originarios del planeta Voca, ubicado en algún lugar detrás del Sol, y en donde la comunicación se basa en expresiones musicales y vocales, que llegaron al planeta Tierra debido a que su combustible —la energía musical— se les acabó. Su lema es: "La vida es música y la música es vida". Se presentan con traje blanco, calzado blanco, guantes blancos y gorros blanco, con maquillaje facial blanco y los labios pintados de rojo o negro. No hablan, sólo producen sonidos. Interactúan con el público bajando del escenario o bien invitando a algunos de los espectadores a subir.
La idea de crear un grupo de estas características fue de Lior Kalfo y Shai Fishman.
Fue lanzado en abril de 2009 en YouTube y en sólo cuatro meses lo vieron más de 5.000.000 de personas.
En Italia el grupo se hizo famoso a través de un comercial de televisión para los caramelos Tic Tac y una serie de apariciones en televisión; también participaron en un comercial de Danone en Israel. Su primera aparición en un programa de televisión fue en «Ale e Franz Show», el 28 de septiembre de 2009. Más tarde apareció también en los programas Domenica In y Factor X-4.
Se han presentado en Brasil, México, Israel, Portugal, Francia, Canadá, Bélgica, Alemania, Suiza, Italia, Países Bajos, España (2011) y también en Costa Rica y en Chile, en junio y julio del 2013, respectivamente.       
Su repertorio es variado, interpretan temas como Tutti Frutti, de Little Richard; Billie Jean, de Michael Jackson; I Like to Move It, de Reel 2 Real; Ameno, de Era; Mr. Sandman, de The Chordettes; I Get Around, de The Beach Boys; Smells Like Teen Spirit, de Nirvana, y Cotton Eye Joe, de Rednex, entre otros.

## Integrantes
- Beat On - Boaz Ben David / Chen Zimerman;[16]
- Scratcher - Inon Ben David/ Ofir Tal;
- Alto - Adi Kozlovsky / Maya Pennington;
- Mezzo - Sapir Braier / Naama Levy / Vered Sasportas;
- Soprano - Rahmin Liraz / Alona Alexander;
- Bajo - Eyal Cohen / Shimon Smith / Vandson Paiva
- Barítono - Oded Goldstein / Moran Sofer;
- Tenor - Gilan Shahaf / Ashot Gasparian.

- Director artístico: Lior Kalfo[17]
- Director musical: Shai Fishman
- Productores: Revital & Lior Kalfo
- Mánager internacional: Lidor Productions